# 一向聴
一向聴（イーシャンテン）とは、麻雀用語のひとつで、必要な牌があと1牌来たら聴牌（テンパイ）になる状態のことであり、すなわち、テンパイする直前の状態のことである。言葉の用例としては、「場に3枚切れている嵌張（カンチャン）を先に引いて、好形の一向聴になった」「ドラを切ればテンパイだが、愚形で巡目も早いので一向聴に戻した」など。なお、本項では一向聴に関連する用語や概念についても併せて概説する。

## 概要
和了する直前の状態が聴牌、そのさらに一段階前の状態が一向聴である。一向聴の前段階を二向聴（リャンシャンテン）、さらにその前段階を三向聴（サンシャンテン）と言う。実戦では多くの場合、五向聴から三向聴程度の配牌をもらい、ツモと打牌や副露によって向聴数を減らし、聴牌へと手を進める。
聴牌するまで有効牌をあとn枚要する状態をn向聴という。向聴数は、1回の自摸（嶺上牌の自摸を含む）・チー・ポンで1つしか減らない。逆に、下図のように、七対子・国士無双の聴牌ないしn向聴で副露（ないし暗槓）すると、七対子や国士無双で和了できなくなるため、向聴数が2つ以上一度に増えることがある。（四面子一雀頭での和了のみを考慮する場合は起こらない。）
（例）   
国士無双の一面待ちからポンすると、六向聴となる。
（例）   
七対子の聴牌から大三元を目指してポンした手恰好。聴牌から二向聴となる。
聴牌の形や種類が無数にあるように、一向聴の形も無数にある。そのうち特徴的な形の一向聴には名前がつけられている。典型的な一向聴の例や、一向聴に関連する用語なども交え、以下に一覧する。

## 一向聴の牌姿例
（例）両門と両門の一向聴
   ドラ表示牌 
受け入れはの4種。どちらを引いても両門（リャンメン）のテンパイが取れる。比較的よくある充分形の一つで、安全牌の字牌を1枚抱えつつ、チーテン（チーしてテンパイ）も取れる形である。
（例）充分形とは言えない一向聴
   ドラ表示牌 
受け入れはとの2種。嵌張を引いて嵌張待ちになる、万全とは言えない形である。加えて浮いている赤五索は表ドラでもあり、五筒か八筒を引いてテンパイになったとしても、みすみすドラドラを捨てて安手にするのはもったいない。このような場合、テンパイしたとしてもそれを崩し、赤五索のくっつきテンパイ（後述）に戻す可能性は小さくない（向聴戻しについても後述）。
（例）高目と安目のある一向聴
   ドラ表示牌 
受け入れはの5種。ドラのを先に引けば、出来合いのピンフ一通ドラ1でダマでも満貫となる。しかし、の先引きならピンフのみで安い。を先に引いた場合一気通貫の可能性はまだ残っているが、ドラが待ちになり、出来合い一通のダマテンには劣る。
（例）七対子の一向聴
   ドラ表示牌 
受け入れはの3種。3枚使いの牌がない場合、七対子の一向聴は必ず3牌が浮くこのような形になる。（3枚使いの牌がある場合、その牌の4枚目を待ちにすることはできないので、受け入れは他の2種のみとなる。）
赤アリの麻雀では、赤引きのテンパイを想定して、一向聴の状態から黒の五を抱えることがある。この例では、運良くを引ければ中単騎か西単騎のリーチを打つ可能性が高い（表ドラを持っておらず、ダマテンでは赤1でも子3200点にしかならないため）。逆に、字牌のどちらかが先に重なってテンパイすることになった場合、黒五索を切ってリーチをかける可能性が高い。中張牌の単騎待ちは待ちとしては優秀とは言えず、字牌単騎で手堅く和了を拾うほうが期待値が高いという思考である。もちろん字牌単騎を選択して裏目の赤五索を引く可能性はあるが、リーチに対して赤牌が切られる可能性は低い。
上記のような攻撃上の事情を考えれば、変則的な捨牌で、かつ最後に五の牌が切られてのリーチは、七対子の字牌単騎や、端牌の引っかけ単騎になっている可能性がある。無論、五切りのリーチが常に字牌待ち端牌待ちであるとは限らず、むしろそうでない場合のほうが多いが（単なる余剰牌かもしれないし、五またぎの待ちかもしれない）、考慮の片隅に置いておけば、まったく不用意に大物手を振り込んでしまう可能性は減る。
（例）国士無双の一向聴
とがなく、どちらかを引けば国士テンパイである。国士は多くの場合このような一向聴になる。すなわち、欠けている2種のうち1種を引いて、残った1種待ちになる形である。しかしごくまれに、下のような牌姿の一向聴になることもある。
以外の12種がすべて1枚ずつ揃っており、どの么九牌（一九字牌）を引いてもテンパイになる。發を先に引けば十三面待ちである。
（例）メンチンの一向聴
   ドラ表示牌 
13牌すべてが染まり切っているが、テンパイしておらず一向聴の状態である。筒子であれば次に何を引いてもテンパイになるが、どの牌を引くか、あるいはどの牌を切るかで、待ちの良し悪しと値段の良し悪しが分かれる。何を引いて何を切れば何待ちになるかといった場合分けは列挙すると膨大になるので割愛するが、筒子Xを引いてXではない別の筒子Yを切るパターンは全部で72通りある（受け入れ9種、切り出し8種の掛け算）。そのうち、どのような待ちになるかに関わらずテンパイになるパターンは、この牌姿例の場合、計34通りである。最も広い待ちに取れるのは九筒を引いて一筒を切るパターンで、下の通り七門張となる。
七門張の待ち取り（ツモ九筒で打一筒）
   
待ちは  の七門張。広さから言えばまったく申し分のないテンパイ形ではあるが、しかしせっかく九筒を引いたのだから、一筒ではなく四筒を切ったほうがよい。
染め手の一向聴では、あらかじめ受け入れと最終形を考えつつテンパイに備えるのがよい。テンパイになるであろう牌を引いたは良いがどれを切ればよいのか分からず長考していては、他家の過剰な警戒を招いてチャンス手をフイにする可能性もある。
なお、手牌13牌がすべて染まり切っているのにテンパイになっておらず、テンパイと同時に1牌余ってしまうメンチンを、片山まさゆきと馬場裕一は「Bクラスメンチン」と呼んでいる。片山と馬場によれば、「Aクラスメンチン」なのは、手牌が染まり切った時点でテンパイし、次にツモってきた14牌目（あるいは場に切られた14牌目）であがりになるメンチンだという。
この牌姿例はBクラスメンチンだが、一筒もしくは九筒を引いて四筒を切ると、下図のように高目九蓮宝燈のテンパイになる。その意味で、実はこの一向聴は超Aクラスのメンチンになる可能性を秘めている。
一筒を引いて四筒を切った場合の牌姿
   
待ちはの三門張。で九蓮宝燈になる。
九筒を引いて四筒を切った場合も同様。
   
待ちは のエントツ四門張。で九蓮宝燈。

## 完全一向聴
リャンメンとリャンメンの受け入れがあり、かつ、シャンポンとシャンポンの受け入れにもなっている一向聴を、完全一向聴（かんぜんイーシャンテン）と言う。下例のような形である。
（例）完全一向聴の例その1
   ドラ表示牌 
受け入れは、まずリャンメン部分がの4種、次にシャンポン部分がとの2種。合計で6種の受け入れがあり、かつ、どの牌を引いてもリャンメンのテンパイに取ることができる。メンツ手の一向聴の中では優秀な部類に入る、万全の形である。
（例）完全一向聴の例その2
   ドラ表示牌 
受け入れは、まずリャンメン部分がの4種、次にシャンポン部分がとの2種。上の例と似たような牌姿だが、この牌姿では三色同順という手役が見える。このような場合、手役を優先してテンパイする前に六筒を先に切り、安全牌を1枚抱えるという戦術はありうる。三色に受けるなら六筒はいずれ切る牌だからである。一方、手役の可能性を追うよりテンパイ逃しの可能性を嫌うなら、六筒はテンパイまで引っ張る（切らずに手の内に置いておく）。どちらの戦術が優れているかは簡単には決められず、打ち手の好き好きである。

### 沼崎定跡
古くは完全一向聴を目指す手作りを指して沼崎定跡（ぬまざきじょうせき）と言った。戦前の雀豪で麻雀数理学・牌効率論を提唱した沼崎雀歩（ぬまざき じゃんぽ）に因む。沼崎は「チーもポンもできて両門の残る形を重視せよ」と説き、完全一向聴の形を「ポンよし、チーよし、ポンチーよし」の型と呼んだ。
（例）東1局8巡目、動きなし
   ツモ   ドラ表示牌 
このような牌姿の時、沼崎定跡に従うなら浮いているを切り出して完全一向聴の形に受ける。ツモってきたを残すことでという「ポンチーよし」の形が残るからである。しかしはドラソバであり、ここで切ってしまうと次巡以降ドラのをツモってきた時に困る。したがってを温存してをツモ切りし、敢えて完全一向聴の形に取らないという手筋も十分に考えられる。

## くっつき聴牌
3面子と雀頭が既に完成しており、2牌の浮き牌がある一向聴をくっつきテンパイと言う。下例のような形である。
（例）くっつきテンパイの例
   ドラ表示牌 
とのくっつきテンパイである。
受け入れはおよびの計11種。そのうちリャンメンのテンパイになる牌は4種である。ただし実戦では、このような完全に孤立している2牌のくっつきになるパターンはそれほど頻繁ではなく、次例2つのようなくっつきになることのほうが多い。
（例）よくあるくっつきテンパイの例その1
   ドラ表示牌 
とのくっつきテンパイ。
受け入れはおよびとの計14種。このうちリャンメン以上のテンパイになるのは10種もあり、四萬・五萬・七索なら三面待ちになる（二萬・八萬・三筒を引くと双碰待ち、三萬を引くと嵌張待ち）。受け入れの広さという点では前述の完全一向聴を軽く上回る優秀な形である。
（例）よくあるくっつきテンパイの例その2
   ドラ表示牌 
とのくっつき。雀頭候補の対子にくっつきの片割れが隣接している形だが、このような形もありがちである。
受け入れはの計13種。このうちリャンメン以上のテンパイになるのは9種あり、二筒・七筒・七索なら三面待ちになる。有効牌の枚数では上の例その1と同程度の形である。なお、例その1では浮き牌そのものを引くと双碰待ちになってしまったが、この形なら三筒・六筒そのものを引いても七索を切ってリャンメンに取ることができる（六索引きは上と同じく双碰待ち。かつ、六索を引いてしまうと手変わりしにくい）。

## 黄金の一向聴
タンピン三色と一気通貫の両方が見えるくっつきテンパイの形を黄金の一向聴（おうごんのイーシャンテン）と呼ぶ。下例のような形である。
（例）黄金の一向聴の一例
   ドラ表示牌 
とのくっつきテンパイの形で、かを引けば高目一気通貫のテンパイに、かを引けば高目タンピン三色のテンパイになる。
このような三色と一通の両天秤は、手作り・役作りのお手本とされることも少なくない。また、得点的にも期待値の高い一向聴である。
なお、黄金の一向聴と呼ばれる形は、三色同順になるほうにくっついた場合タンヤオの三色になるような形でなければならない。タンヤオにならない123や789の三色同順は、一気通貫との両天秤の形になることはあるが、「黄金の」とは言わない。また、一気通貫と黄金の両天秤を取れるタンピンの三色同順は「234の三色」「345の三色」「567の三色」「678の三色」の4種に限られ、456の三色と一気通貫は黄金の両天秤を取ることができない（下例）。
（例）
456の三色と一気通貫の両天秤だが、456の三色になっても九萬が残ってタンヤオにならないため、黄金の一向聴の定義から外れる。

## 仮り聴と0.5向聴
聴牌しているが、待ちの形や枚数が充分でなく、あと一牌の手変わりが欲しい状態を、仮り聴（かりテン）と呼ぶ。また、仮り聴の状態を、充分な聴牌（零向聴）と一向聴の中間と捉え、0.5向聴と比喩することがある。両者とも同じような状態の手牌を指すが、どちらかといえば「仮り聴」が出あがりの利く形まで含めた呼び方であるのに対し、0.5向聴は、向聴数がゼロではないという点で、出あがりが利かない状態であることを含意する。ただし、0.5向聴という言い方は古くからある言い方ではなく、仮り聴とのニュアンスの違いも明確に分かれているわけではない。
（例）タンヤオのみの仮り聴
   ドラ表示牌 （東1局の西家、10巡目）
この牌姿ではもしくはを引くことで待ちも広がり、456の三色も狙える。したがってこのようなケースでは、手変わりの可能性を考慮し、リーチをかけないことのほうが多い。
（例）0.5向聴
   ドラ表示牌 （東1局の東家、8巡目）
形的には単騎のテンパイだが、萬子か字牌を引けばメンホンになる牌姿である。ドラが暗刻だからと言ってこの状態から六筒単騎のリーチをかけることは通常考えられず、巡目も比較的早いことから、あくまで大物手を狙って手変わりを待つ。を引いて高目一通の六門張になるのが理想形だが、ほかの萬子でも充分に広いテンパイ形となる。この形のまま六筒をツモってきた場合は思案どころで、ツモドラ3の4000オールというアドバンテージを取るもよし、跳満や倍満の見込める和了形には不要と考えてツモ切ってしまうもよし。堅実な打ち手なら前者ツモ和了を取るであろうし、一撃必殺となる高い手が好きな打ち手なら後者ツモ切りを取る。どちらを取るかは打ち手の好き好きだが、六筒のツモ和了を拒否する打ち手にとっては、この形はテンパイであってもテンパイでない「0.5向聴」の牌姿である。

## 向聴取らずと向聴戻し
待ちが悪い、手が安い、危険牌が切りづらい、などの理由で、敢えてテンパイに取らないことを聴牌取らず（テンパイとらず）もしくは一向聴戻し（イーシャンテンもどし）と言う。同様に、なんらかの理由により一向聴に取らないことを、一向聴取らずもしくは二向聴戻しと言う。すなわち、シャンテン数を1つ下げられる局面であるにもかかわらず、敢えて現状を維持する牌を切るのが向聴取らず（シャンテンとらず）、もともとの状態から何らかの理由で敢えてシャンテン数を上げるのが向聴戻し（シャンテンもどし）である。
（例）テンパイ取らずの例
  ツモ   ドラ表示牌 （南3局の北家、10巡目、トップと約10,000点差）
ドラの五筒を切れば辺七萬のテンパイになる牌姿だが、南場の親も落ち、トップと離された状況にあって、愚形のリーチドラ1を和了っている場合ではない。したがってテンパイには取らず、を払って五筒のくっつきを狙う。三筒や四筒を引く前に五索を引けば、二索と振り替えて三色も見える手組みである。
（例）一向聴取らずの例
  ツモ   ドラ表示牌 （南3局の北家、8巡目、トップと約10,000点差）
この牌姿はすぐ上の例の2巡前の牌姿である。ここから字牌を切れば上のようなとの一向聴になる。しかし、どのみちドラの五筒を切らないのであれば、受け入れが狭くタンヤオもつかない辺張を残して一向聴に取る意味はない。ドラ周りで2面子、索子のリャンメンも残してあわよくば三色も、という手組みを考えるなら、辺七萬の受けは既にこの段階から不要である。そのような思考のもと、西ではなく八萬か九萬を切るのが一向聴取らずである。
（例）テンパイ崩しの例
  ツモ   ドラ表示牌 （東1局の南家、14巡目、は場に0枚で生牌）
東家          
テンパイしている状態から何らかの理由により一向聴に戻すことを、特にテンパイ崩しと言う。
上の牌姿例は、数巡前からテンパイしていたが13巡目に親が白をポン、その直後に發をつかまされた図である。このような場合、テンパイしているからと言ってドラの發を切るのはまごうことなき暴牌であり、切った發に親からロンの声がかかればただ事では済まない。發単騎の小三元だったとしてもダブ東と混一色が必ずついて倍満(24000点)、さらにチャンタや対々和がついていれば三倍満(36000点)。懸念通りの大三元(または字一色)なら役満(48000点)、最悪の場合大三元＋字一色のダブル役満(96000点)になっている可能性さえある。いずれにしても即死の牌であり、發を止めてテンパイを崩す一手であるのみならず、現物牌以外の牌は切れない。迂闊に一萬や九索を切って發との双碰待ちに刺されば混老頭もついて数え役満となり、發を止めてテンパイを崩した意味がないからである。